# Lago Gaoyou
El lago Gaoyou （en chino simplificado, 高邮湖; pinyin, Gāoyòu Hú） es el sexto mayor lago de agua dulce de China,  situado entre la provincia de Anhui y la provincia de Jiangsu. En puridad, el lago Gaoyou es un lago artificial o embalse y su creación forma parte de una larga historia sobre el control de inundaciones y la ingeniería hidráulica en la antigua China. El lago Gaoyou  es ahora parte del sistema del río Huai, ya que el Huai lo atraviesa en dirección sur en su camino hacia el río Yangtze y el Pacífico.
Tiene unos 39 km de longitud y una anchura de 30 km, que cubren aproximadamente 674,7 km².

## Desastres naturales
El 25 de agosto de 1931, el agua del Gran Canal de China arrastró durante la noche varios diques cerca del lago Gaoyou, pereciendo unas 200 000 personas (que estaban durmiendo).